# نیکلاس-هنری جاردین
نیکلاس-هنری جاردین (انگلیسی: Nicolas-Henri Jardin; ۲۲ مارس ۱۷۲۰ – ۳۱ اوت ۱۷۹۹) معمار اهل فرانسه بود.
وی همچنین برندهٔ جوایزی همچون جایزه بزرگ رم شده‌است.